# Nactus multicarinatus
Nactus multicarinatus este o specie de șopârle din genul Nactus, familia Gekkonidae, descrisă de Albert Günther în anul 1872. A fost clasificată de IUCN ca specie cu risc scăzut. Conform Catalogue of Life specia Nactus multicarinatus nu are subspecii cunoscute.